# Welsh Scottish League 2001-02
El Campeonato de Rugby de Gales (Welsh-Scottish League) de 2001-02 fue la decimosegunda edición del principal torneo de rugby de Gales.
Fue la última edición en la que participaron equipos de Escocia, los que se incorporaron a la nueva Liga Celta.

## Sistema de disputa
El torneo se disputó en formato de todos contra todos en la que cada equipo enfrentó en condición de local y visitante a cada uno de sus rivales.
El equipo que al finalizar el torneo obtuviera mayor cantidad de puntos, se coronó como campeón del torneo, mientras que la última posición descendió directamente a la División 2.
Puntuación
Para ordenar a los equipos en la tabla de posiciones se los puntuará según los resultados obtenidos.
- 3 puntos por victoria.
- 1 puntos por empate.
- 0 puntos por derrota.

## Clasificación
| Pos. | Equipo           | Encuentros | Encuentros | Encuentros | Encuentros | Tantos | Tantos | Tantos | Puntos |
| Pos. | Equipo           | PJ         | PG         | PE         | PP         | F      | C      | Dif    | Puntos |
| ---- | ---------------- | ---------- | ---------- | ---------- | ---------- | ------ | ------ | ------ | ------ |
| 1.º  | Llanelli         | 20         | 15         | 0          | 5          | 583    | 397    | +186   | 45     |
| 2.º  | Newport          | 20         | 14         | 1          | 5          | 576    | 415    | +161   | 43     |
| 3.º  | Neath            | 20         | 14         | 0          | 6          | 616    | 366    | +250   | 42     |
| 4.º  | Cardiff          | 20         | 14         | 0          | 8          | 663    | 484    | +179   | 42     |
| 5.º  | Swansea          | 20         | 11         | 0          | 9          | 451    | 404    | +47    | 33     |
| 6.º  | Edinburgh Rugby  | 20         | 10         | 2          | 8          | 493    | 512    | -19    | 32     |
| 7.º  | Pontypridd       | 20         | 9          | 0          | 11         | 441    | 440    | +1     | 27     |
| 8.º  | Glasgow Warriors | 20         | 8          | 1          | 11         | 475    | 527    | -52    | 25     |
| 9.º  | Bridgend         | 20         | 7          | 1          | 12         | 498    | 545    | -47    | 22     |
| 10.º | Ebbw Vale        | 20         | 5          | 0          | 15         | 407    | 609    | -202   | 15     |
| 11.º | Caerphilly       | 20         | 1          | 0          | 19         | 379    | 798    | -419   | 3      |

|  | Campeón y clasificado a la Copa Heineken 2002–03. |
|  | Clasificado a la Copa Heineken 2002–03.           |
|  | Descendido a la División 2.                       |

| Bandera de Gales |
| Campeón Llanelli |
| Tercer título    |